# Parcul din satul Cubolta
Parcul din satul Cubolta este amplasat pe ambele maluri ale râului Cubolta, care se revarsă în Nistru. Este amplasat în raionul Sîngerei, la 53 km nord de orașul Sîngerei și la 18 km nord-est de municipiul Bălți. Este o arie protejată din Republica Moldova, reprezentând un monument de arhitectură peisagistică. Se află în administrarea primăriei comunei Cubolta. Din cele aprox. 50 de parcuri boierești vechi din Republica Moldova, acesta este considerat (în forma lui inițială) „cel mai frumos”.

## Istoric
Parcul împrejmuiește conacul Leonardi, monument de arhitectură de importanță națională. Acesta a fost construit la începutul secolului al XIX-lea și aparținea familiei Leonard. Boierul Ștefan Leonard a fost primul membru al acestei familii stabilit în Basarabia. După desființarea șerbiei, familia Leonarzilor a ajutat țăranii să-și îngrijească propriile pământuri. Tot ei au construit la Cubolta edificii de interes comun, precum spitalul, biserica etc. Prin activitatea lor au devenit oameni de influență în regiune și mai ales în sat.
Ștefan Leonard a venit în Cubolta în 1832, iar în 1833 deja începea construcția conacului în mijlocul unei grădini. Lucrările au durat zeci de ani, fiind preluate și duse la bun sfârșit de fiul lui Ștefan, Pavel Leonard. Conacul era înconjurat de două havuzuri cu sculpturi de marmură și 27 de bustule de marmură albă, așezate pe postamente de granit. La 500 m de conac era săpată o fântână, deasupra căreia era montat un turn de apă, care alimenta conacul și spitalul satului. Parcul era înconjurat de un gard de piatră cu lățimea de 2 m, acoperit cu olane roșii de Marsilia. La sud-est de conac, Ștefan Leonard a ridicat o clopotniță și biserică, replică în miniatură a Catedralei Sf. Andrei din Kiev⁠(d).
Istoria parcului, în contrast cu cea a conacului, este mai puțin cunoscută; nu se știe exact nici originea acestuia. Este posibil ca la venirea lui Ștefan Leonard să fi fost deja amenajată o grădină  sau un parc-pădure în acest loc, sau parcul a fost sădit de însuși Leonard. În orice caz, în parc au fost sădite 80 de specii de arbori și arbuști decorativi, în mare parte de origine străină.
După dinastia Leonarzilor, conacul și parcul au fost transformate în sanatoriu, mai multe elemente compoziționale originale fiind distruse: gardul, porțile, câteva sculpturi; sculpturile care au rămas erau amplasate haotic. În toamna anului 1918, în conac a fost dat în exploatare un spital. După 1940, în perioada sovietică, conacul a servit ca sanatoriu de tuberculoză, din 1944 spital militar și din 1948 sanatoriu pentru copii bolnavi.

## Descriere

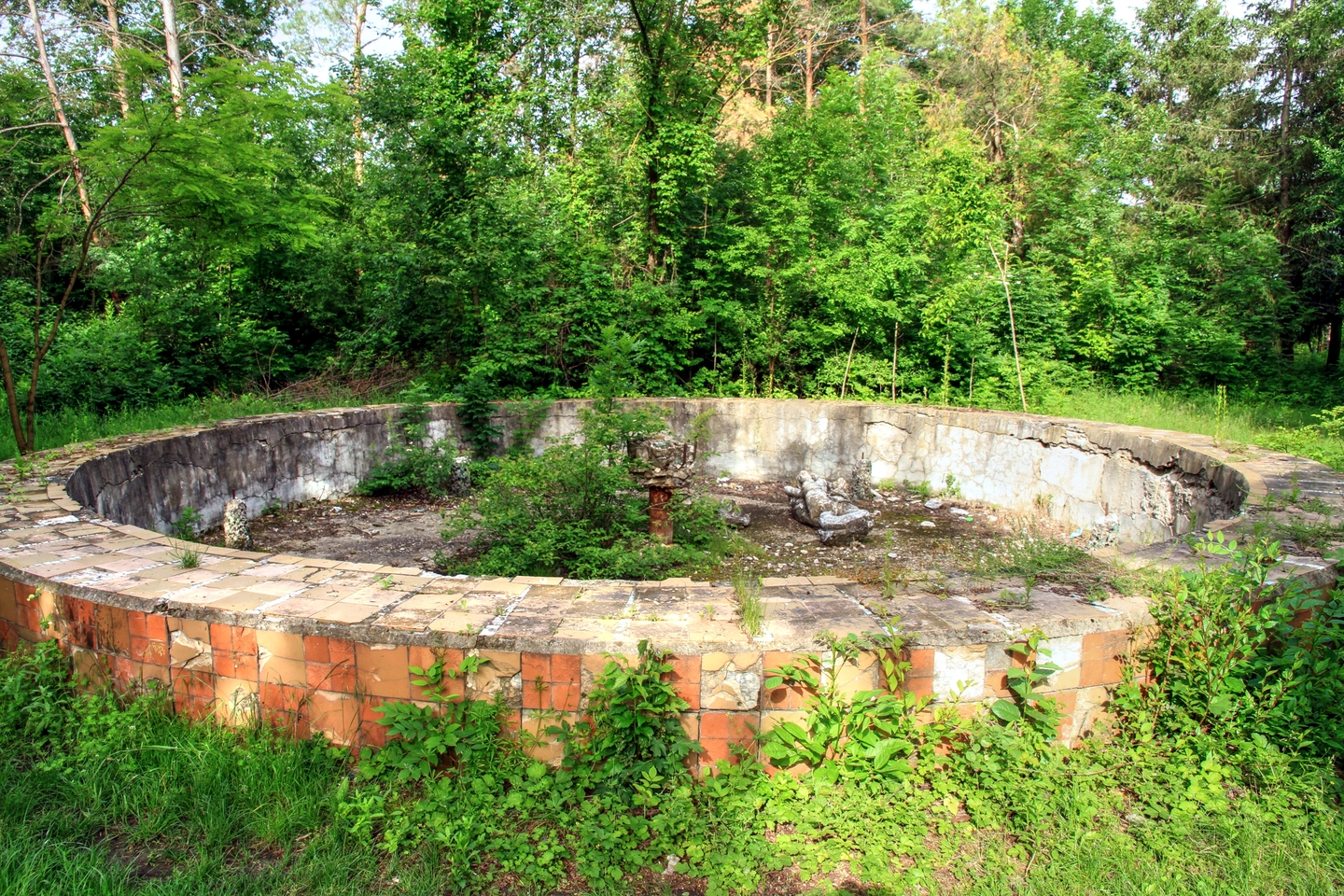
Rămășițele unui havuz

### Structura compozițională
Compoziția de bază, păstrată  doar parțial, include parcul și o livadă. Structura compozițională este evidențiată de trei trepte, care organizau trecerea de la conac spre livadă. Prima treaptă o reprezenta grădina aranjată regulat. Celelalte două trepte erau divizate, prin alei drepte, în patru cartiere, conforme axei principale a planimetriei conacului. În mijloc, planimetria era reprezentată de un peisaj liber, iar mai aproape de livadă compoziția includea poieni și plantații mari de conifere și pomi fructiferi. Aleea principală, care lega conacul de livadă, întretăia o movilă artificială.
Intrarea pe teritoriul complexului reprezenta o cărare care ducea de la poartă spre conac. Dinspre cărărușă se deschidea o perspectivă spre fațada de sud a clădirii conacului, unde era amenajată o grădină de flori cu havuz și o movilă artificială. În partea de vest a parcului era amenajată curtea inferioară de tip „cour d'honneur” (curtea de onoare), înconjurată de galerii.

### Dendroflora
Din cele 80 de specii de arbori și arbuști decorativi plantați la fondarea parcului, în anii 2010 s-au păstrat până la 28. Din conifere se întâlnesc exemplare de molid obișnuit, molid înțepător, molid de Caucaz, pin negru, pin moale și tuia. Magnoliofitele includ exemplare de ilm glabra, mesteacăn alb, paltin de munte, paltin de câmp, sorb domestic, plop alb, frasin american, frasin obișnuit, jugastru, măslin sălbatic, paltin argintiu, castan porcesc, liliac obișnuit, cireș sălbatic, sâmbovină, glădiță, măcieș și salcâm alb.

## Stare actuală

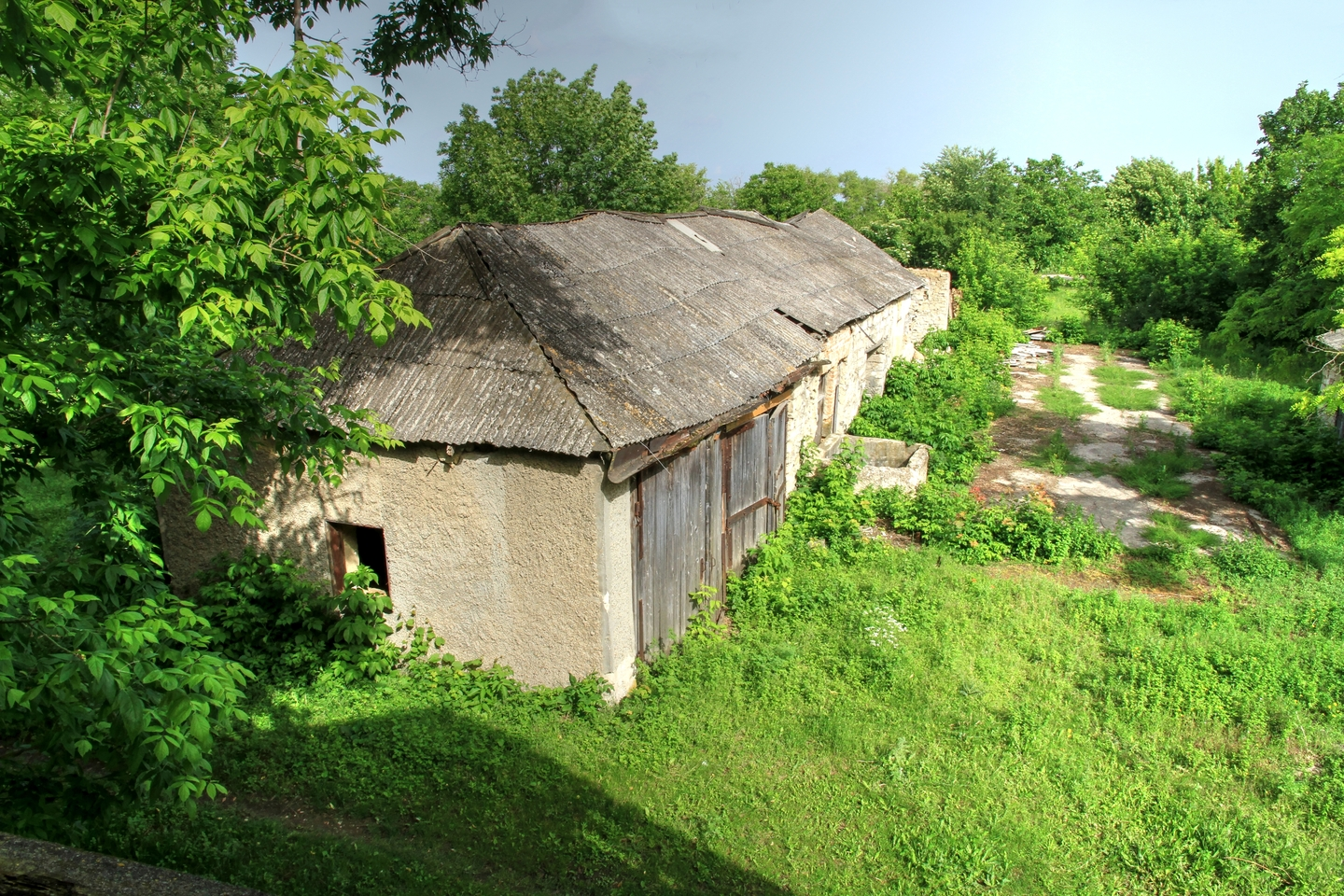
O regiune din parc

Starea actuală a conacului și parcului este deplorabilă. Aleile nu se mai disting, iar poienile sunt abia perceptibile. La intrarea în parc lipsește poarta, iar gardul s-a păstrat în segmente scurte doar în partea de sud. Porțile gospodăriilor ies în parc, pe aici trec mai multe drumuri rurale. Tehnica agricolă veche este abandonată în parc, tot aici sunt aruncate deșeuri mesajere și sunt păscute animale de casă.
În ciuda semnalelor de alarmă trase de ecologi și activiști pentru patrimoniul arhitectural, nu sunt întreprinse acțiuni de restabilire a parcului și nici măcar de întreținere. Inițiativa unui sătean de a restaura conacul a fost blocată de primărie. În 2013, primarul comunei dădea vina pe lipsa finanțelor și vedea drept unica soluție implementarea unor proiecte extra-bugetare.